# RXC J2211.7-0350

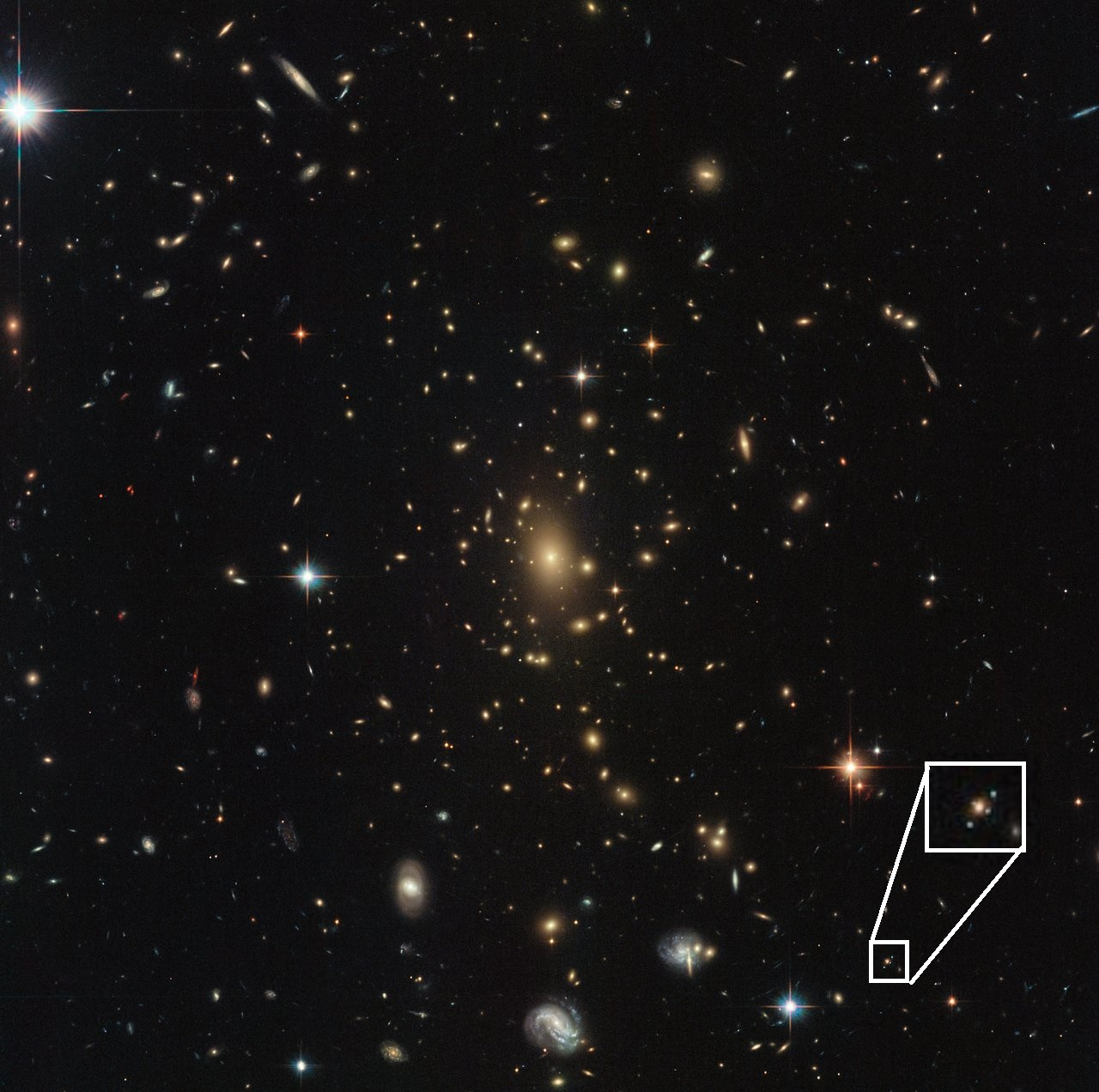
La croce di Einstein della galassia J1011+0143

RXC J2211.7-0350 è un ammasso di galassie situato prospetticamente nella costellazione dell'Aquario alla distanza di circa 4,3 miliardi di anni luce dalla Terra. 

È stato studiato tramite l'utilizzo del telescopio spaziale Hubble nell'ambito del programma RELICS (Reionization Lensing Cluster Survey).

Le osservazioni effettuate, grazie all'effetto di lente gravitazionale prodotto da una galassia ellittica dell'ammasso SDSS J10112949+014323.3 (redshift di z=0,556), hanno condotto al riscontro dell'immagine quadruplicata in forma di croce latina, comunemente definita croce di Einstein, di una galassia remota denominata J1011+0143 la cui luce ha impiegato circa 11,5 miliardi di anni luce per giungere alla Terra (distanza comovente circa 21,2 miliardi di anni luce.

Tale tipo di immagine risulta essere piuttosto rara perché necessita, per generarsi, di un perfetto allineamento tra l'oggetto remoto e le galassie poste in primo piano sulla linea di vista.

J1011+0143 è risultata essere una galassia Lyman-Break, cioè ad alto redshift (in questo caso z=3,03) e con un elevato tasso di formazione stellare.